# جرج ایوانز (بازیکن فوتبال، زاده ۱۹۹۴)
جرج ایوانز (انگلیسی: George Evans؛ زادهٔ ۱۳ دسامبر ۱۹۹۴) بازیکن فوتبال اهل بریتانیا است.
از باشگاه‌هایی که در آن بازی کرده‌است می‌توان به باشگاه فوتبال کرو آلکساندرا، باشگاه فوتبال اسکانتورپ یونایتد، باشگاه فوتبال ردینگ، باشگاه فوتبال منچستر سیتی، و باشگاه فوتبال والسال اشاره کرد.
وی همچنین در تیم‌های ملی فوتبال زیر ۱۷ سال انگلستان و زیر ۱۹ سال انگلستان بازی کرده‌است.